# Grande Bíblia

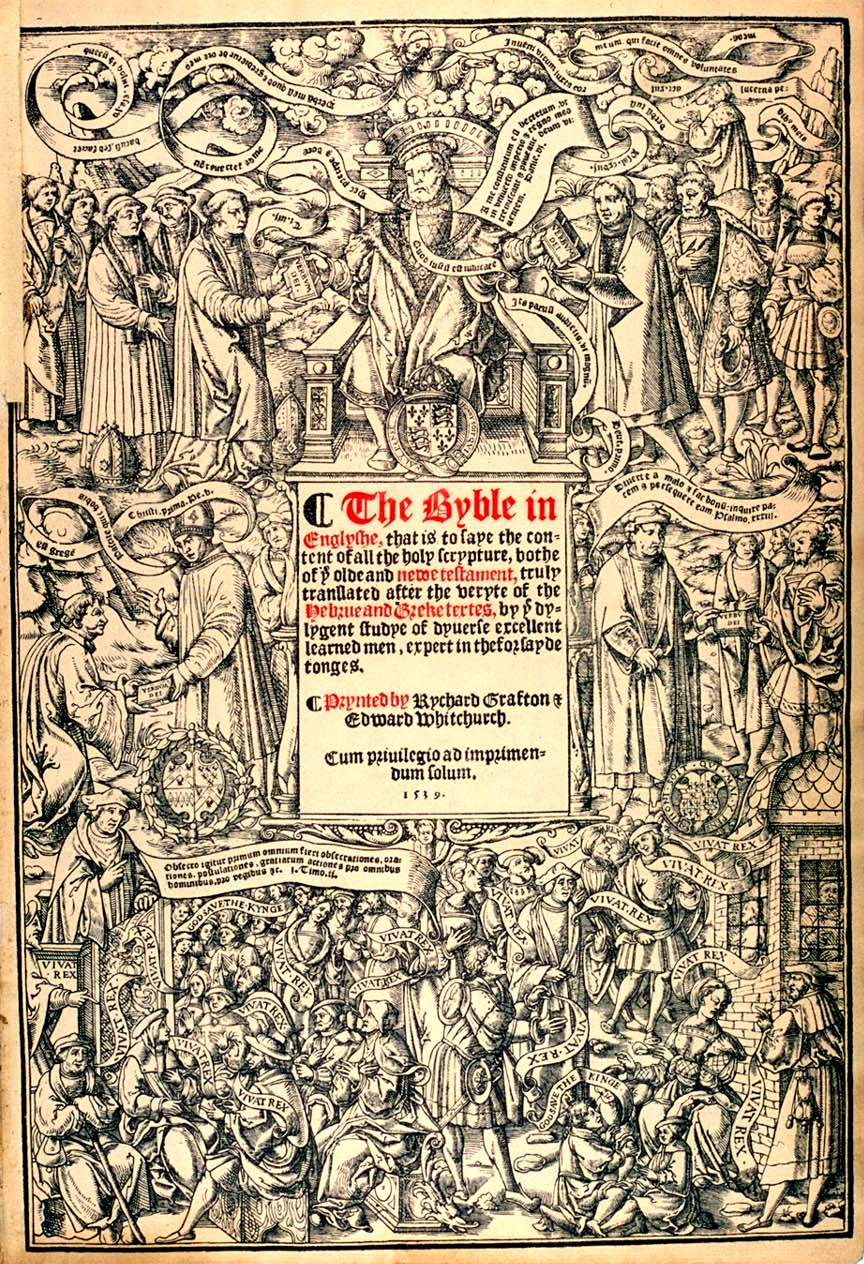
Página de título da Grande Bíblia publicada por Grafton e Whitchurch em 1539. Ela retrata um Henrique VIII entronizado recebendo a Palavra de Deus e concedendo-a a seus bispos e arcebispos (terço superior), que por sua vez a entregam aos padres (terço central). Finalmente, os leigos ouvem a Palavra e recitam fielmente, "Vivat Rex" e "Deus salve o kynge" (terço inferior).

A Grande Bíblia de 1539 foi a primeira edição autorizada da Bíblia em inglês, autorizada pelo rei Henrique VIII da Inglaterra para ser lida em voz alta nos cultos da Igreja da Inglaterra. A Grande Bíblia foi preparada por Myles Coverdale, trabalhando sob a comissão de Thomas Cromwell, Secretário de Henrique VIII e Vigário Geral. Em 1538, Cromwell instruiu o clero a fornecer "um livro da Bíblia do maior volume em inglês, e o mesmo colocado em algum lugar conveniente dentro da dita igreja que você cuida, enquanto seus paroquianos podem recorrer mais comodamente ao mesmo e leia".
A Grande Bíblia inclui muito da Bíblia Tyndale, com as características questionáveis revisadas. Como a Bíblia Tyndale estava incompleta, Coverdale traduziu os livros restantes do Antigo Testamento e apócrifos da Vulgata latina e traduções alemãs, em vez de trabalhar com os textos originais em grego, hebraico e aramaico. Embora chamada de Grande Bíblia por causa de seu tamanho grande, ela também é conhecida por vários outros nomes: a Bíblia do Rei, porque o rei Henrique VIII da Inglaterra autorizou e permitiu; a Bíblia Cromwell, já que Thomas Cromwell dirigiu sua publicação; a Bíblia de Whitchurch depois de sua primeira impressora inglesa; a Bíblia Acorrentada, uma vez que foi acorrentada para evitar a remoção da igreja. Tem sido denominada com menos precisão a Bíblia de Cranmer, pois embora Thomas Cranmer não tenha sido responsável pela tradução, um prefácio dele apareceu na segunda edição.